# Риттерхуде
Риттерхуде (нем. Ritterhude) — община в Германии, в земле Нижняя Саксония.
Входит в состав района Остерхольц. Население составляет 14 658 человек (на 31 декабря 2010 года). Занимает площадь 32,83 км².
Коммуна подразделяется на 6 сельских округов.

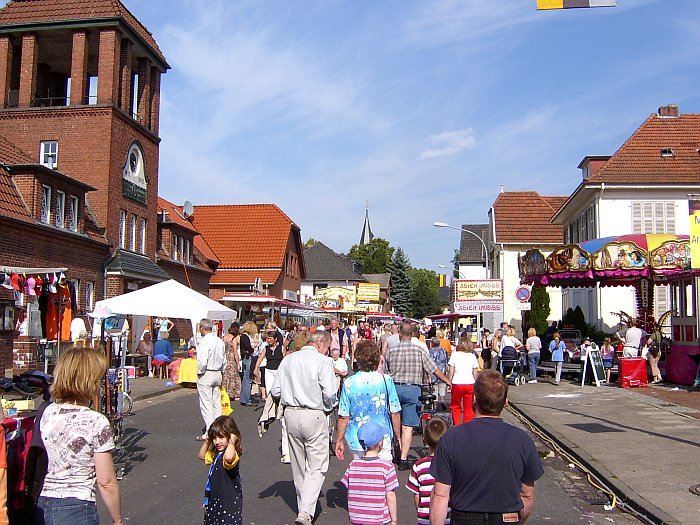
Риттерхуде